# Кто там
«Кто там» (англ. Knock Knock, дословно — Тук-тук) — американский фильм в жанре триллер режиссёра и сценариста Элая Рота. Ремейк фильма «Смертельная игра» (1977) режиссёра Питера Трейнора. Главные роли исполнили Киану Ривз, Ана де Армас и Лоренца Иззо. Мировая премьера состоялась 23 января 2015 года, в России — 12 ноября 2015 года.

## Сюжет
Архитектор и счастливый семьянин Эван Уэббер (Киану Ривз) остаётся один дома вместе со своей собакой, Мартышкиным, на выходные из-за работы и необходимости лечения травмы плеча. У его жены и детей запланированная поездка на пляж. Его жена Карен, успешный художник, оставляет своего помощника Льюиса, отвечающего за её скульптуру, которую нужно перевезти в художественную галерею.
Две 26-летние женщины, Генезис (Лоренца Иззо) и Бель (Ана Де Армас), стучат в дверь Эвана. Он открывает дверь, и они говорят, что ищут адрес вечеринки. Поскольку у них нет средств связи, Эван позволяет им использовать Интернет. Женщины чувствуют себя как дома, и Эван проигрывает им несколько своих старых виниловых пластинок, которые у него остались со времён, когда был диджеем. Затем они исчезают в ванной, когда прибывает их водитель. Эван пытается убедить их уйти, но когда они начинают навязываться ему, он сдаётся и занимается сексом втроём с ними.
После секса Эван узнает, что скульптура его жены была разгромлена женщинами. Когда Эван угрожает вызвать полицию, женщины рассказывают, что они несовершеннолетние. Вивиан, подруга Карен, останавливается, чтобы посмотреть, нужна ли Эвану помощь. Увидев Генезис, Вивиан сердито уходит. Когда Эван угрожает сообщить о взломе, они сдаются и соглашаются уехать.
Затем он возвращается домой, убирает беспорядок и пытается вернуться к своей работе. Как только Эван приближается к завершению своего проекта, он слышит сокрушительный шум. Он находит разбитую рамку с изображением своей семьи, и Генезис вырубает его одной из скульптур его жены. Бель взбирается на него, пытаясь разбудить, изображая школьницу в школьной форме его дочери. Эван первоначально отказывается, но женщины угрожают связаться по FaceTime с его женой, если он не согласится с их методами. Бель насилует его, и Генезис всё записывает. Однако Эван освобождается, сбивая Бель. Он нападает на Генезис, но его разоружают Генезис и Бель, которые затем привязывают его к стулу с помощью электрического шнура.
Льюис приходит, чтобы забрать скульптуру и находит Эвана, но прежде чем он смог помочь ему, слышит, как женщины разбивают разгромленную скульптуру. Льюис бежит, чтобы остановить их, но у него случается приступ астмы, и он понимает, что женщины взяли его ингалятор. Когда Льюис пытается вернуть его, он поскальзывается на куске скульптуры, ударяется головой при падении и умирает. Они превращают тело Льюиса в красную скульптуру и выкапывают временную могилу на заднем дворе для Эвана. Женщины также используют телефоны Эвана и Льюиса для отправки текстовых сообщений и создают впечатление, будто Эван обнаружил, что у Льюиса был роман с его женой, и из-за этого Эван его убил. Они связывают Эвана шлангом, затем закапывают его в яму, оставляя только голову над землей.
Затем женщины рассказывают, что все испытание было просто «игрой», так как они никогда не собирались убивать Эвана, и при этом ни одна из них не является несовершеннолетней; всё, что они делали, было частью безнравственного хобби по соблазнению, пыткам и разрушению семей женатых мужчин с детьми. Генезис показывает Эвану видео, которое она записала ранее с его телефона, как он и Бель занимаются сексом. Пока Эван смотрит, она загружает видео в его профиль на Facebook. Женщины отправляются за другой жертвой и забирают с собой Мартышкина, оставляя Эвана на произвол судьбы. Когда Карен и дети прибывают, они находят разрушенный дом, а сын Эвана, Джейк, говорит: «У папы была вечеринка».
В альтернативном финале Эван мстит, обнаружив женщин в другом доме, в дверь которого он стучит, и женщины спрашивают: «Кто там?»

## В ролях
| Актёр            | Роль           |
| ---------------- | -------------- |
| Киану Ривз       | Эван Уэббер    |
| Лоренца Иззо     | Генезис        |
| Ана де Армас     | Бель           |
| Аарон Бёрнс      | Льюис          |
| Игнасия Алламанд | Карен Альвардо |
| Коллин Кэмп      | Вивиан         |
| Дэн Бейли        | Джек           |
| Меган Бейли      | Лиза           |
| Антонио Куэрча   | Водитель такси |

## Съёмки
4 апреля 2014 года Киану Ривз был добавлен в актёрский состав, чтобы сыграть Эвана Уэббера, счастливого женатого семьянина и архитектора. Фильм снимался в Сантьяго-де-Чили. Элай Рот заявил, что съёмки в Чили легче, чем в США. Чилийская актриса Игнасия Алламанд также присоединилась к фильму.

## Релиз
26 января 2015 года компания Lionsgate приобрела права на распространение фильма. 23 января того же года на кинофестивале «Сандэнс» состоялся закрытый тестовый показ фильма. В прокат США фильм вышел 9 октября.

### Оценки критиков
«Кто там» получил преимущественно негативные отзывы от критиков. На сайте-агрегаторе отзывов Rotten Tomatoes рейтинг фильма составляет 36 % на основе 69 рецензий со средней оценкой 5,2 из 10. Подводя черту под обзорами, сайт заявляет: «„Кто там“ талантливо использует сатирический подход к передаче ужаса пыток, однако недостаточно эффективно, чтобы преодолеть его повторяющуюся историю или неверно выбранный тон повествования». На Metacritic'е фильм оценён на 55 баллов из 100; оценка основана на данных от 20 рецензентов, и относится к категории «смешанные или средние отзывы».
Dread Central, сайт хоррор-новостей, интервью и обзоров, присудил ему четыре балла из пяти, заявив: «У нас есть фильм о вторжении [в жилище] для поколения, узнающих новости из социальных сетей, (да, в нём есть социальные сети), который должен заставить вас подумать дважды, прежде чем предлагать тепло и приют незнакомцу в тёмную и бурную ночь».